# Sacardebois
Sacardebois (llamada oficialmente San Martiño de Sacardebois) es una parroquia del municipio español de Parada del Sil, en la provincia de Orense, Galicia. 

## Toponimia
La parroquia también es conocida por el nombre de San Martín de Sacardebois.

## Organización territorial
La parroquia está formada por cinco entidades de población:
- Bouzas
- Calvos
- Costrela (A Costrela)
- Leirabella (Leiravella)
- Val (O Val)

## Demografía
| Gráfica de evolución demográfica de Sacardebois entre 2000 y 2023 |
|                                                                   |
| Datos según el nomenclátor publicado por el INE.                  |